# Passieve zonne-energie
Passieve zonne-energie is het gebruik van de energie in zonlicht zonder dat daar speciale apparatuur voor nodig is. Door bij het ontwerp van een huis rekening te houden met het binnenvallende zonlicht, kan energie bespaard worden.

## Maatregelen

Hier is het overhangende dak de manier om in de zomer de hoeveelheid straling van de zon te verminderen

- Grote ramen aan de zuidkant en kleine of geen ramen aan de noordkant,
- Een serre, atrium, of balkon met glas ervoor. De zonverwarmde lucht hiervandaan kan gebruikt worden voor de ventilatie,
- Opvang van de warmte in de bouwmassa, zoals een warmte-bufferende stenen muur waar de zon op schijnt,
- Maatregelen om het zonlicht ver de woning in te leiden ('passieve zonne-energie') zoals een vide, een patio, spiegels en zogenaamde lichtkokers. Hierdoor is geen elektrisch licht nodig.
- Slim indelen waardoor verblijfsruimten aan de zonnekant komen en b.v. het toilet aan de noordkant,
- Rekening houden met de zonnestand in zomer en winter: de ramen aan de zuidkant zodanig afschermen met zonneschermen of bladverliezende bomen of struiken dat de lage zon er in de winter (onder)doorschijnt en de hoge zon in de zomer wordt tegengehouden.
- Ventilatie kan worden ingezet om de warme en koude lucht op de gewenste plaats te krijgen.

Verder van belang: goed isolerend glas, bijvoorbeeld drie- of vierdubbel glas en/of glas met speciale coating,
Het gebruik van passieve zonne-energie wordt aanzienlijk vereenvoudigd wanneer straten oost-west lopen en dus alle gebouwen over een zuidgevel beschikken.